# Parlamento de Fráncfort

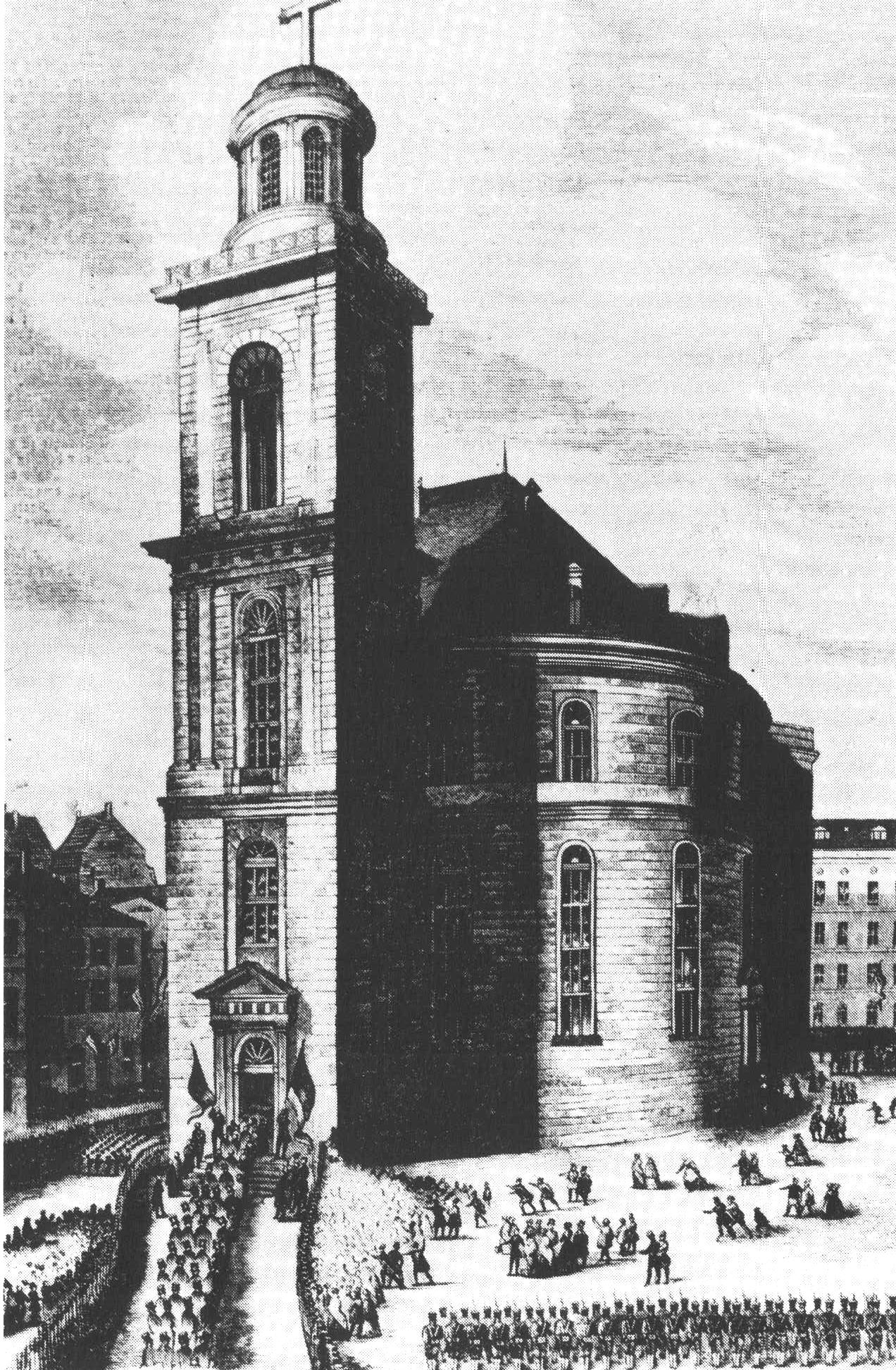
El exterior de la iglesia de San Pablo el día de la primera deliberación.

El Parlamento de Fráncfort o Asamblea de Fráncfort (Frankfurter Nationalversammlung) fue una Asamblea Nacional alemana convocada tras la revolución de marzo de 1848, que trató de establecer la unificación de Alemania de una manera democrática. Estuvo presidido por Heinrich von Gagern.
En la mayor parte de los Estados alemanes se habían formado gobiernos liberales, los denominados Märzregierungen ("gobiernos de marzo"). El 10 de marzo de 1848, el Reichstag (parlamento imperial) de la Confederación Germánica (la institución que sustituyó al Sacro Imperio Romano Germánico disuelto durante las guerras napoleónicas) nombró un Siebzehnerausschuss ("comité de los diecisiete") para preparar un texto constitucional; el 20 de marzo, el Bundestag urgió a los estados de la confederación a convocar elecciones para una asamblea constituyente. Tras graves altercados callejeros (Barrikadenaufstand) en Prusia, también se convocó una Asamblea Nacional Prusiana, para preparar la constitución de ese reino.
Los 585 diputados elegidos en todo el territorio de la Confederación para el Vorparlament se reunieron, cuando el rey Federico Guillermo IV de Prusia dio su consentimiento, en la Paulskirche (iglesia de San Pablo) de Fráncfort del Meno. Las sesiones se desarrollaron entre el 18 de mayo de 1848 y el 31 de mayo de 1849.
La Asamblea aprobó la primera constitución alemana, la Constitución de Fráncfort de 1849 (Verfassung des Deutschen Reiches, llamada también Paulskirchenverfassung, o constitución de la iglesia de San Pablo), que no llegó a entrar en vigor.

## Antecedentes
El triunfo a finales de febrero de 1848 de la Revolución en Francia, que supuso el fin de la monarquía de Luis Felipe de Orleans y la proclamación de la Segunda República Francesa, tuvo un enorme impacto en toda Europa y también en los 39 Estados alemanes agrupados desde 1815 en la Confederación Germánica. Los liberales y los radicales demócratas alemanes salieron a principios de marzo a las calles, como en París, para exigir ―también desde los parlamentos― las libertades civiles, la legalización de los partidos políticos y la formación de una milicia nacional, pero sobre todo la convocatoria de un Parlamento nacional. Estas peticiones fueron conocidas como las «reivindicaciones de marzo».

## Desarrollo
La principal «reivindicación de marzo» se hizo realidad el 18 de mayo cuando los 585 representantes del pueblo alemán elegidos por sufragio universal masculino ―entre los que se encontraba la élite intelectual y liberal de Alemania, pero solo cuatro artesanos y ningún campesino― se reunieron en la iglesia de San Pablo de Fráncfort para constituir la Asamblea Nacional Alemana, encargada de aprobar una Constitución y de elegir un gobierno para toda Alemania. La convocatoria había sido realizada el 5 de marzo por 51 diputados liberales de varios Estados del sur de Alemania reunidos en Heidelberg. Entre el 31 de marzo y el 2 de abril se había reunido en Fráncfort un Parlamento Previo que aspiraba a representar al conjunto de los alemanes sin distinguir el Estado al que pertenecían.

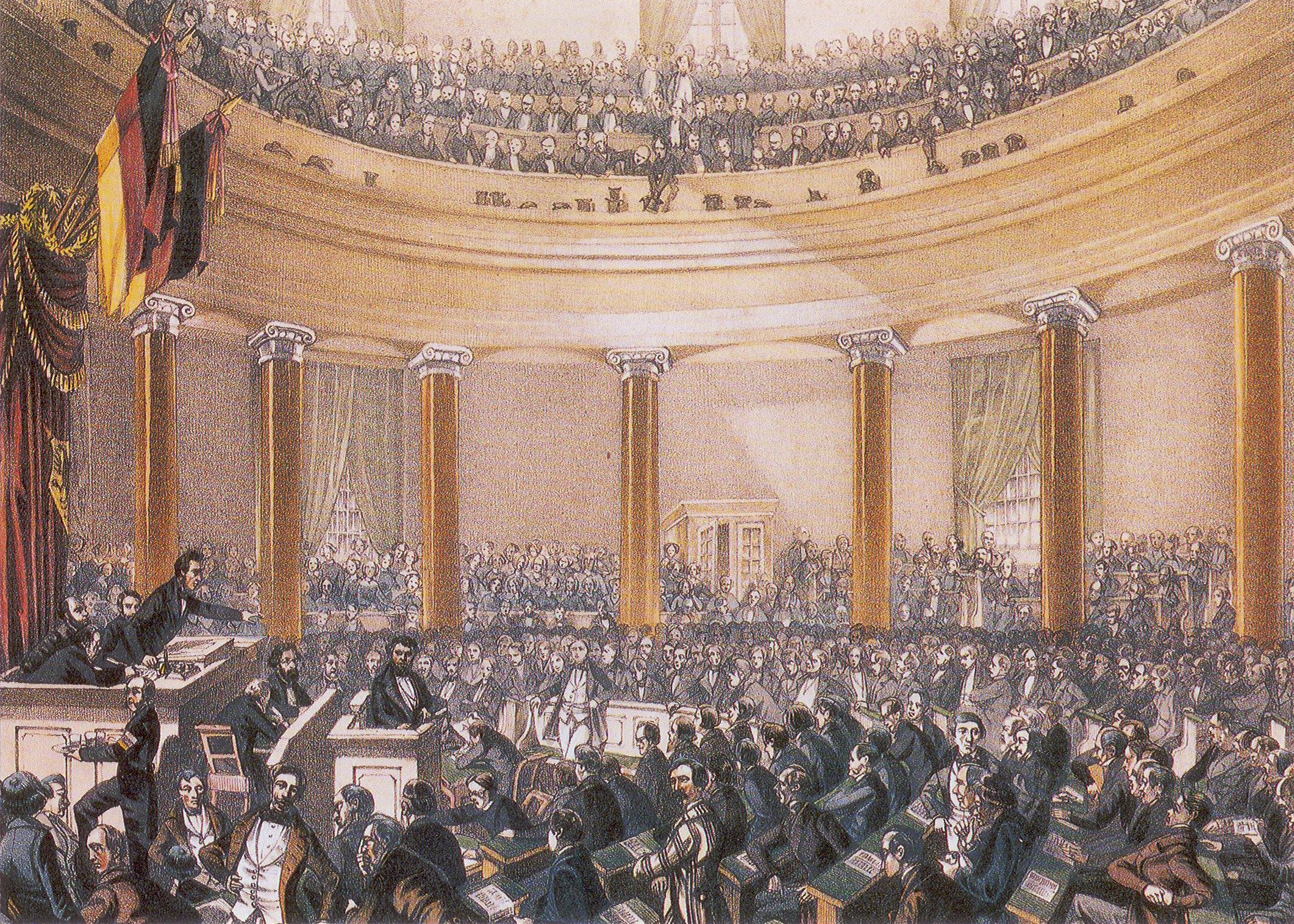
Sesión de la Asamblea de Fráncfort en la que el líder demócrata Robert Blum se dirige a los diputados (junio de 1848).

Para presidir la Asamblea fue elegido Heinrich von Gagern, quien nombró como regente del Imperio a Juan de Habsburgo, sin haber consultado a los príncipes, y formó un gobierno central provisional. La mayoría de los diputados defendieron una posición moderada que consistía en reformar gradualmente los Estados alemanes, con el acuerdo de sus príncipes, para convertirlos, siguiendo el modelo liberal, en Estados constitucionales. Sólo una minoría propugnaba la formación de una república federal similar a Estados Unidos.
En las deliberaciones de la Asamblea pronto surgió el enfrentamiento entre los partidarios de la «Gran Alemania», que abarcaba todos los territorios alemanes, incluida Austria, y a su frente un emperador de la Casa de Habsburgo, la dinastía reinante en el Imperio Austríaco; y los defensores de la «Pequeña Alemania», partidarios de dejar fuera a las zonas no alemanas del Imperio Austríaco y de que el nuevo Estado estuviera encabezado por un emperador de la Casa de Hohenzollern, que reinaba en Prusia. A finales de octubre de 1848 la Asamblea aprobó por fuerte mayoría una resolución favorable a la «pequeña Alemania» y contraria a las pretensiones de Austria pues en ella se decía que «ninguna parte del Reich alemán puede formar un Estado con países no alemanes», y «si un país alemán tiene el mismo soberano que otros países, la relación entre esos países solo puede regularse mediante una unión personal».
La Asamblea consiguió promulgar una Constitución para el conjunto del Reich el 27 de marzo de 1849, en la que se reconocían los derechos fundamentales de los ciudadanos alemanes y se establecía un Reichstag compuesto por dos cámaras, una formada por los representantes de los Estados, y otra elegida por sufragio universal masculino. La jefatura del Estado sería desempeñada por un emperador, que compartiría el gobierno con el Reichstag.
El problema más grave que tuvo que afrontar la Asamblea fue el planteado por los ducados de Schleswig y de Holstein que habían proclamado su independencia del rey de Dinamarca y que habían pedido ayuda a aquella. Como la Asamblea no contaba con un ejército propio tuvo que recurrir al Ejército Prusiano. Este invadió Dinamarca pero tuvo que retirarse enseguida ante las protestas y la amenaza de intervención de las potencias europeas ―Gran Bretaña envió una flota al mar del Norte y el Imperio Ruso movilizó su ejército en la frontera con Prusia, mientras que los embajadores franceses intervenían ante los diferentes gobiernos alemanes―.

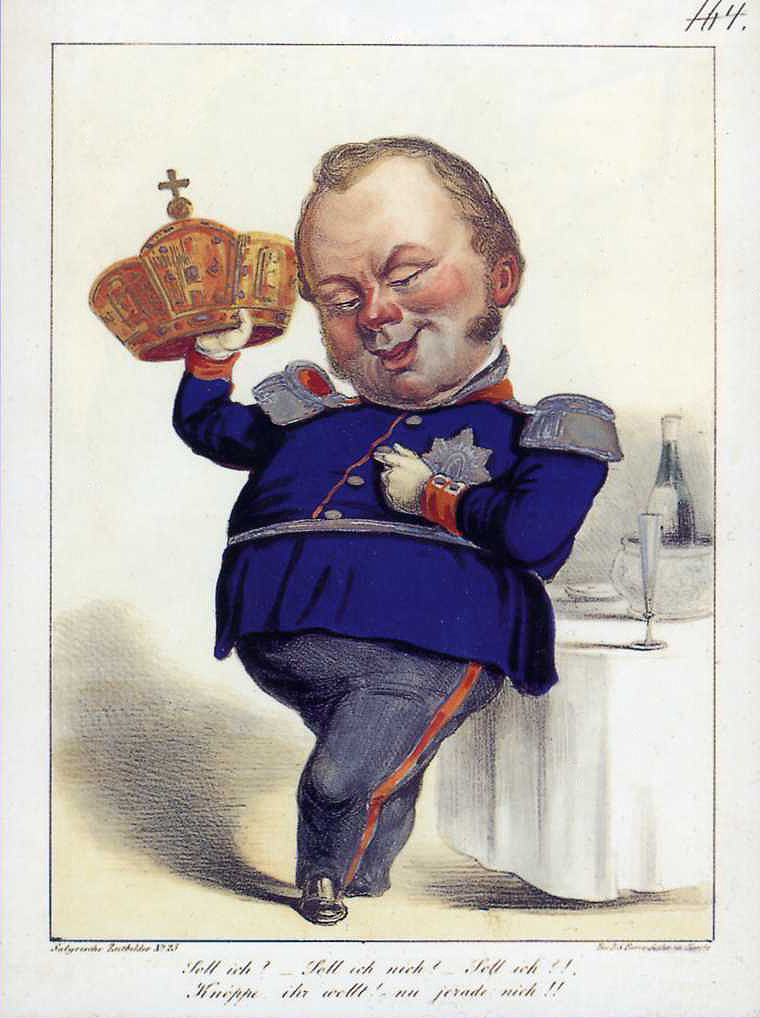
Caricatura de Federico Guillermo IV de Prusia jugando indeciso con la corona imperial que le había ofrecido la Asamblea de Fráncfort.

El fracaso en la cuestión de los ducados de Schleswig y Holstein, junto con la radicalización de la revolución en muchos lugares, lo que le hizo perder apoyos entre la burguesía liberal, acabarían sellando el destino de la Asamblea, especialmente tras la negativa del rey de Prusia Federico Guillermo IV a asumir la corona del Imperio alemán que le había ofrecido la Asamblea ―por 276 votos contra 263―, decantada por la opción de la «pequeña Alemania». «A Federico Guillermo IV le gustaba la idea de asumir la dirección del destino de Alemania, pero a condición de que fueran los príncipes quienes le encomendaran tal tarea y no el Parlamento. Lo que la delegación de la iglesia de San Pablo le ofrecía ―le escribe al gran duque de Hesse― era “una corona de cerdo”, “una diadema de estiércol y arcilla" que desprendía el “olor a podrido” de la revolución. Y, además, temía, y no sin razón, las protestas que le harían llegar las potencias europeas y, sobre todo, la posible intervención de Austria». Su rechazo a la corona imperial también se debió a «su deseo de que no desapareciese la identidad prusiana en el sueño vacío de una nueva Alemania liberal».
La negativa del rey de Prusia a asumir la jefatura del Reich dejó sin argumentos a los moderados de la Asamblea de Fráncfort, lo que fue aprovechado por el sector democrático para lanzar una segunda insurrección en abril de 1849. La retirada de los diputados austríacos y prusianos de la Asamblea obligó a esta a abandonar Fráncfort para pasar a Stuttgart, pero allí el gobierno del reino de Wurtemberg le prohibió reunirse, lo que provocó una fuerte reacción. Estallaron rebeliones armadas en muchos territorios que fueron sofocadas por la intervención de los ejércitos de Prusia y de Austria.

## Valoración
El Parlamento de Fráncfort fue la primera tentativa de crear una Alemania unificada. Se dio el espacio para funcionar, pero el parlamento era débil, ya que no tuvo poder legal (que estaba en las manos de la Confederación Germánica). Las revoluciones en las cuales el parlamento tenía su base, fueron aplastadas. La negativa de Federico Guillermo a la corona imperial dio a Prusia y a Austria una excusa para retirar a sus diputados, anulando así la última amenaza revolucionaria. Los grandes ganadores fueron los conservadores.
Según Luis Eugenio Togores, «la Asamblea de Frankfurt siempre careció de verdadera fuerza, pues a pesar del gran prestigio moral que consiguió en toda Alemania, no se preocupó -ni pudo- por despojar de su fuerza militar y política a los diferentes Estados de Alemania, con lo que nunca tuvo capacidad real para llevar adelante sus proyectos. Esta carencia de medios de actuación se puso especialmente de manifiesto en las cuestiones internacionales... En el momento de defender con hechos sus ideas se vio siempre obligada a entregarse en manos de alguno de los grandes Estados alemanes. Hecho que quedó evidenciado en la cuestión de los ducados».